# Apistogramma cinilabra
Apistogramma cinilabra är en fiskart som beskrevs av Römer, Duponchelle, Diaz, Davilla, Sirvas, Catchay och Renno 2011. Apistogramma cinilabra ingår i släktet Apistogramma och familjen Cichlidae. Inga underarter finns listade i Catalogue of Life.